# Marmessoidea bisbiguttata
Marmessoidea bisbiguttata är en insektsart som först beskrevs av Hermann Burmeister 1838.  Marmessoidea bisbiguttata ingår i släktet Marmessoidea och familjen Diapheromeridae. Inga underarter finns listade i Catalogue of Life.